# Sigrid Nunez
Sigrid Nunez (Nova York, 22 de març de 1951) és una escriptora estatunidenca que va guanyar el National Book Award de narrativa 2018 amb la novel·la The Friend.

## Biografia
Filla de pare xino-panameny i mare alemanya, el 1972 va completar els estudis al Barnard College on va obtenir un B.A. i a la Universitat de Colúmbia guanyant un Màster en Belles Arts.
Autora de 7 novel·les i una obra biogràfica sobre Susan Sontag, ha donat classes a nombroses universitats, com les de Princeton i Boston, i també ha estat escriptora convidada al Baruch College i a la Universitat de Califòrnia, Irvine.
Entre els guardons rebuts, l'últim, per ordre cronològic, va ser el National Book Award de ficció del 2018 per la novel·la The Friend centrada en la vida d'un escriptora solitària que, després de la mort per suïcidi d'un amic seu, intenta recuperar-se tenint cura del gos del difunt.
Almodóvar va fer servir un dels seus llibres com a base per a la pel·lícula La habitación de al lado.